# Xestia delectans
Xestia delectans là một loài bướm đêm trong họ Noctuidae.